# Coleford (Gloucestershire)
Pour les articles homonymes, voir Coleford.
Coleford est un petit bourg du Gloucestershire, en Angleterre. C'est le centre administratif du district de Forest of Dean.
Il est situé dans l'ouest de la forêt de Dean, à environ 6 kilomètres à l'est de la frontière galloise, et est proche de la vallée de la Wye.
La ville a une population de 8 351 habitants. 
Elle est le lieu de naissance de Mary Howitt et Wilfred Trotter.